# Struthanthus pariensis
Struthanthus pariensis là một loài thực vật có hoa trong họ Loranthaceae. Loài này được Rizzini miêu tả khoa học đầu tiên năm 1985.